# Zákon o pozemních komunikacích
Silniční zákon je zkrácené označení (do roku 1997 oficiální) pro zákon o pozemních komunikacích, jímž je v současné době v České republice zákon č. 13/1997 Sb., ve znění pozdějších změn.
Zákon definuje pozemní komunikace a jejich součásti a silniční pozemek, zavádí kategorie pozemních komunikací (dálnice, silnice, místní komunikace, účelová komunikace) a třídy silnic (I.-III.) a místních komunikací (I.-IV.) a stanoví, které kategorie má vlastnit stát, kraj nebo obec. Stanoví zásady pro stavební řízení, výstavbu, údržbu, provozování, ochranu, styk s dráhami a jinými vedeními a zajišťování sjízdnosti a schůdnosti (včetně „robotní“ povinnosti majitelů přilehlých nemovitostí). Upravuje pravomoci silničních správních úřadů a výkon státního dozoru. Stanoví právo obecného užívání dálnic, silnic a místních komunikací, mýtné či jiné poplatky za užívání, upravuje kontrolní vážení vozidel a pravidla pro uzavírky a zvláštní užívání komunikací. 

## Související zákony
Někteří novináři a politici často slovy „silniční zákon“ chybně označují 
- Zákon o provozu na pozemních komunikacích (Zákon o silničním provozu, č. 361/2000 Sb.), který upravuje například pravidla silničního provozu, rozhodování o dopravním značení, řidičská oprávnění a bodový systém,
- Zákon o silniční dopravě (č. 111/1994 Sb.), který upravuje zejména podmínky provozování dopravy pro cizí potřeby, například linkové dopravy, příležitostné dopravy a taxislužby a vydávání licencí a koncesí. Připravuje se jeho nahrazení nebo doplnění Zákonem o veřejné dopravě.

Dalšími souvisejícími zákony jsou zákon č. 38/1995 Sb., o technických podmínkách provozu silničních vozidel na pozemních komunikacích, a zákon č. 12/1997 Sb., o bezpečnosti a plynulosti provozu na pozemních komunikacích. 
V oblasti drah záležitosti obdobné obsahu těchto tří zákonů týkajících se silnic upravuje jediný zákon, Zákon o dráhách (266/1994 Sb.).

## Historie silničních zákonů

### Předpisy předcházející silničnímu zákonu

#### Právní úprava zRakousko-Uherska
- Zákonný článek I/1890 o cestách a mýtech
  - Vládní nařízení č. 174/1941 Sb., o převzetí okresních silnic protektorátem Čechy a Morava do správy a udržování
  - Vládní nařízení č. 13/1944 Sb., o převzetí okresních cestmistrů a cestářů
  - Nařízení č. 178/1941 Sb., o vzdálenostech staveb a provozoven od dálnic a o ochranných lesích podél dálnic
  - Nařízení č. 1/1943 Sb., o čištění veřejných chodníků
  - Nařízení č. 9/1946 Sb. n. SNR, o vicinálních cestách

#### Zákon z roku 1949
- Zákon č. 147/1949 Sb., jímž se vydávají některé předpisy o veřejných silnicích. Za státní silnice prohlásil dosavadní státní, zemské i okresní silnice a vicinální silnice (cesty) na Slovensku. 
  - Nařízení ministra techniky 2/1950 Sb., o působnosti národních výborů při stavbě, správě a udržování státních silnic

### Zákon z roku 1961 a prováděcí předpisy
- Zákon č. 135/1961 Sb., o pozemních komunikacích (silniční zákon), byl novelizován zákony č. 27/1984 Sb., 213/1993 Sb. a 134/1994 Sb.
  - vyhláška č. 136/1961 Sb., kterou se provádí zákon o pozemních komunikacích
  - vyhláška Federálního ministerstva dopravy č. 35/1984 Sb., kterou se provádí zákon o pozemních komunikacích
  - výnos Federálního ministerstva dopravy č. j. 8 013/1986-025 o údržbě dálnic, silnic a místních komunikací (registrován v částce 5/1986 Sb.)
  - výnos Federálního ministerstva dopravy č. j. 14 078/82-025 o uzavírkách dálnic (registrován v částce 35/1982 Sb.).
  - výnos Federálního ministerstva dopravy č. j. SM-1976/77-23, kterým se vydávají Směrnice o předcházení škodám a vypořádání škod způsobených bojovou technikou ozbrojených sil na pozemních komunikacích (registrován v částce 24/1977 Sb.), včetně změny vydané dne 10. 4. 1986 pod č. j. 80/86.
  - výnos Federálního ministerstva dopravy č. j. 23 462/83-25 o používání pozemních komunikací při přesunech bojové techniky ve zvláštním režimu (registrován v částce 32/1983 Sb.).
  - výnos Federálního ministerstva dopravy č. j. 22 130/1984-025 o kontrolním odznaku státního odborného dozoru nad pozemními komunikacemi (registrován v částce 16/1985 Sb.)

### Zákon z roku 2000 a prováděcí předpisy
- Zákon č. 13/1997 Sb., o pozemních komunikacích. Účinnost od 1. dubna 1997. Byl novelizován zákony č. 281/1997 Sb., 259/1998 Sb., 146/1999 Sb., 102/2000 Sb., 132/2000 Sb., 489/2001 Sb., 256/2002 Sb., 259/2002 Sb., 320/2002 Sb., 358/2003 Sb., 186/2004 Sb., 80/2006 Sb., 311/2006 Sb., 342/2006 Sb.
  - Vyhláška MDS č. 104/1997 Sb., kterou se provádí zákon o pozemních komunikacích, ve znění vyhlášek č. 300/1999 Sb., 355/2000 Sb., 367/2001 Sb., 555/2002 Sb. a 490/2005 Sb.
  - Nařízení vlády č. 527/2004 Sb., kterým se stanoví výše poplatku za užívání dálnice a rychlostní silnice silničními motorovými vozidly
  - Vyhláška č. 571/2004 Sb., kterou se stanoví vzory kupónů prokazující zaplacení poplatku za užívání dálnice a rychlostní silnice, způsob jejich vyplňování, způsob vyznačování doby platnosti kupónů s dobou platnosti kratší než kalendářní rok a způsob jejich evidence, ve znění vyhlášky č. 457/2005 Sb.

Další související zákony: 
- Zákon č. 168/2001 Sb. o dálničním obchvatu Plzně
- Zákon č. 46/2002 Sb. o přijetí úvěru Českou republikou na financování investičních potřeb souvisejících s prováděním projektu českých dálnic
- Zákon č. 274/2002 Sb. o přijetí úvěru Českou republikou na financování investičních potřeb souvisejících s prováděním projektu dálničního obchvatu Plzně a souvisejících silničních přivaděčů